# 威尔弗雷德·鲁普莱希特·比昂
威尔弗雷德·鲁普莱希特·比昂（英語：Wilfred Ruprecht Bion，1897年9月8日—1979年11月8日） ，英国精神分析学家，群体动力学研究的先驱。曾经跟从梅兰妮·克莱因进行分析，曾经加入塔维斯托克小组。比昂1897年生于印度，八岁始至英国接受学校教育。第一次世界大战期间，他于法国服役，担任战车指挥官，并获颁卓越服务勋章以及荣誉勋位。

## 著作
- 《比昂論團體經驗》(Experiences in Groups: and Other Papers, 1st edition)，2019年，繁體中文版由心靈工坊出版，ISBN 978-986-357-144-5